# Red Lions FC
Red Lions FC is een Malawische voetbalclub uit de stad Zomba. De club speelt in de TNM Super League.

## Geschiedenis
Red Lions is van oorsprong de voetbalclub van het Malawisch leger. Veel spelers en supporters waren dan ook soldaten. Hoewel de club officieel uit Zomba komt, speelt en traint het in het nabijgelegen Balaka.

## Bekend (oud-)spelers
- Davi Banda
- Mike Kumanga
- Wilfred Nyalugwe